# 建部町角石畝
建部町角石畝（たけべちょうついしうね Takebe-chō Tsuishiune）は、岡山県岡山市の北端付近に位置する大字である。北区建部町に属する。旧久米郡鶴田村角石畝、久米郡福渡町角石畝、御津郡建部町角石畝。郵便番号は709-3103（福渡郵便局管区）。

## 地理
岡山市の北端付近に位置しており、旧美作国にあたる。
西部を旭川の支流である樋の口川が南流する。
高原上の斜面に、畝東、柏尾、祝木、広西の集落がある。

### 河川
- 樋の口川

## 歴史

### 沿革
- 1889年6月1日 - 町村制施行に伴い、久米北条郡角石畝村が三明寺村、角石谷村、和田南村と合併したことにより、久米北条郡鶴田村角石畝となる。
- 1900年4月1日 - 久米北条郡が久米南条郡と合併したことにより、久米郡鶴田村角石畝となる。
- 1955年2月1日 - 久米郡鶴田村が久米郡福渡町と合併したことにより、久米郡福渡町角石畝となる。
- 1967年1月15日 - 久米郡福渡町が御津郡建部町と合併したことにより、御津郡建部町角石畝となる。
- 2007年（平成19年）1月22日 - 御津郡建部町が岡山市と合併したことにより、岡山市建部町角石畝となる。
- 2009年（平成21年）4月1日 岡山市が政令指定都市に移行したことにより、岡山市北区建部町角石畝となる。

## 施設
公共・観光
- 角石畝文化センター

産業
- くろせ農園 - マスカットビオレなどのブドウを栽培。

寺社
- 真浄寺

## 小・中学校の学区
岡山市立福渡小学校・岡山市立建部中学校の学区に属する。

## 交通

### 鉄道路線
- 域内には存在しないが、 JR津山線：福渡駅が最寄り駅。

### 道路
- 国道・県道は域内に存在しない。

### バス
- 御津・建部コミュニティバス鶴田線